# Tom Hilde
Pour les articles homonymes, voir Hilde.
Tom André Hilde, né le 22 septembre 1987 à Bærum, est un sauteur à ski norvégien. Médaillé de bronze olympique par équipes en 2010, il remporte quatre médailles d'argent par équipes aux Championnats du monde. Dans la Coupe du monde, il s'impose trois fois individuellement, dont sur un concours de la Tournée des quatre tremplins. Il est membre du club d'Asker.

## Carrière
Après plusieurs victoires dans la Coupe de Norvège en 2004-2005, il fait ses débuts internationaux en 2005 aux Championnats du monde junior.
Il fait ses débuts dans la Coupe du monde en mars 2006 à Lillehammer (19e) et obtient son premier podium individuel en décembre 2007 à Kuusamo (3e), où il gagne aussi le concours par équipes. Un mois plus tard, il remporte les deux concours disputés à Val di Fiemme (soit le plus jeune vainqueur norvégien), puis se classe deuxième de la Tournée nordique en mars, pour atteindre un total de huit podiums individuels cet hiver, ce qui lui permet d'accrocher la quatrième place au classement général de la Coupe du monde. Entre-temps, il gagne sa première médaille d'argent aux Championnats du monde de Sapporo dans l'épreuve par équipes en grand tremplin avec Anders Bardal, Anders Jacobsen et Roar Ljøkelsøy, tandis qu'il se classe notamment douzième au grand tremplin individuel. Aux Championnats du monde 2009 à Liberec, il collectionne sa deuxième médaille d'argent par équipes.
Aux Jeux olympiques d'hiver de 2010 à Vancouver, il est médaillé de bronze par équipes avec Anders Bardal, Johan Remen Evensen et Anders Jacobsen et termine onzième sur le grand tremplin, ainsi que douzième sur le petit tremplin. 
En début d'année 2010, il remporte un succès important sur la Tournée des quatre tremplins à Bischofshofen, trois ans après ses premières victoires en Coupe du monde et se classe troisième du classement final de cette Tournée, son meilleur en carrière, qu'il égale en 2012-2013. Il ajoute trois podiums supplémentaires après cette compétition dans la Coupe du monde, dont deux à Zakopane pour finir cinquième du classement général.
Aux Championnats du monde 2011 à Oslo, il réalise ses meilleures performances individuelles dans des rendez-vous majeurs avec une cinquième place au petit tremplin et une dixième place au grand tremplin. Il contribue de nouveau en épreuve par équipes, menant aux Norvégiens à deux médailles d'argent sur les concours par équipes.
L'hiver suivant, il chute à la Tournée des quatre tremplins sur le tremplin d'Oberstdorf et se casse une vertèbre.
Il remporte sa huitième et ultime compétition par équipes et son quinzième et dernier podium individuel à Sapporo dans la Coupe du monde en 2013, année où il échoue à remporter de médaille aux Championnats du monde à Val di Fiemme, étant deux fois quatrième par équipes et dixième au mieux en individuel. À l'été 2013, il est opéré de la cheville. Il obtient des classements plus lointains dans la Coupe du monde à partir de 2014 et ne prend plus part à des grands championnats. Ses seuls succès ont lieu dans la Coupe continentale (4e en 2016).
En 2018, il fait ses adieux à la compétition sur la compétition Raw Air à Lillehammer.

## Palmarès

### Jeux olympiques
| Épreuve / Édition | Vancouver 2010 |
| Petit tremplin    | 12e            |
| Grand tremplin    | 11e            |
| Par équipes       | Bronze         |

### Championnats du monde
| Épreuve / Édition | Épreuve / Édition | Sapporo 2007                     | Liberec 2009                     | Oslo 2011                        | Val di Fiemme 2013               |
| Petit tremplin    | Petit tremplin    | 21e                              | 16e                              | 5e                               | 10e                              |
| Grand tremplin    | Grand tremplin    | 12e                              | 23e                              | 10e                              | 14e                              |
| Par équipes       | PT                |                                  |                                  | Argent                           | Épreuve inexistante à cette date |
| Par équipes       | PT (mixtes)       | Épreuve inexistante à cette date | Épreuve inexistante à cette date | Épreuve inexistante à cette date | 4e                               |
| Par équipes       | GT                | Argent                           | Argent                           | Argent                           | 4e                               |

Légende : PT = petit tremplin, GT = grand tremplin

### Championnats du monde de vol à ski
| Épreuve / Édition | Oberstdorf 2008 | Planica 2010 |
| Individuel        | 11e             | 29e          |
| Par équipes       | Bronze          |              |

### Coupe du monde

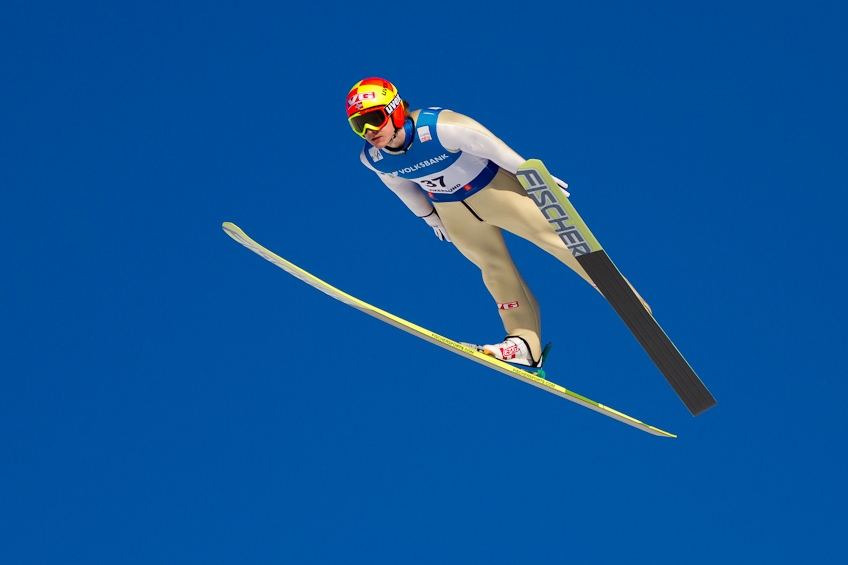
Tom Hilde à Vikersund en 2011.

- Meilleur classement général : 4e en 2008.
- 3e de la Tournée des quatre tremplins en 2010-2011 et 2012-2013.
- 37 podiums : 
  - 15 podiums en épreuve individuelle : 3 victoires, 5 deuxièmes places et 7 troisièmes places.
  - 22 podiums en épreuve par équipes, dont 8 victoires.

#### Victoires individuelles
| Année | Lieu                      |
| 2008  | Val di Fiemme x2 (Italie) |
| 2011  | Bischofshofen (Autriche)  |

#### Classements en Coupe du monde
| Année     | Classement général final |
| 2005-2006 | 62e                      |
| 2006-2007 | 20e                      |
| 2007-2008 | 4e                       |
| 2008-2009 | 24e                      |
| 2009-2010 | 26e                      |
| 2010-2011 | 5e                       |
| 2011-2012 | 29e                      |
| 2012-2013 | 11e                      |
| 2013-2014 | 48e                      |
| 2014-2015 | 39e                      |
| 2015-2016 | 37e                      |
| 2016-2017 | 56e                      |

### Grand Prix
- 3e du classement général en 2011.
- 7 podiums individuels, dont 2 victoires.
- 1 victoire par équipes.

### Coupe continentale
- 4e du classement général en 2016.
- 16 podiums individuels, dont 4 victoires.